# Caroline Montigny-Rémaury
Caroline Montigny-Remaury, lánykori nevén Caroline Montigny, második házassága után Caroline de Serres Wieczffinski (Pamiers, 1843. január 22. – Párizs, 1913. június 19.) francia zongoraművésznő.

## Pályafutása
Már gyermekkorában Párizsba utazott zenei tanulmányokat folytatni. Az 1850-es évektől a párizsi konzervatórium zongora szakán tanult, ahol tanára Félix Le Couppey volt. Már tanulmányai közben fellépett házi koncerteken. 1862-ben végezte el a konzervatóriumot, és rövid időn belül szólistaként és kamarazenészként szerzett magának helyet a francia zenei életben. Rendszeresen fellépett a konzervatórium koncertjain és évente legalább egyszer önálló koncertet is adott. Repertoárja széles skálán mozgott,  a klasszikus és romantikus művek mellett régebbi darabokat és kortárs zenét is játszott. Első hivatalos koncertjén, 1863-ban Johann Sebastian Bach, Joseph Haydn, Felix Mendelssohn Bartholdy és Ludwig van Beethoven műveit adta elő, mellette úgynevezett szalonzenét, Jean-Philippe Rameau, Frédéric Chopin és Heller István darabjait. 1865-ből fennmaradt két saját szerzeménye, amelyeket valószínűleg maga adott elő.
Az 1870–1871-es francia–porosz háború után – sok más zenészhez hasonlóan – elkötelezte magát a kortárs francia zene mellett, és gyakran fellépett az újonnan alapított Société nationale de musique-ben. 1876 és 1885 között gyakran fellépett nemzetközi koncertkörutakon, így például 1878 és 1883 között rendszeresen koncertezett Londonban. Már nemzetközileg elismert művészként 1884 nyarán 
Liszt Ferenc nyári kurzusán vett részt.
1885-ben kötött második házassága után férjével együtt Bécsben telepedett le. Bécsben és Párizsban egyaránt elősegítette a francia-osztrák kulturális kapcsolatokat. Így például támogatta Camille Saint-Saëns és Emmanuel Chabrier bécsi tartózkodását, és megszervezte Édouard Lalo Ys királya című operájának előadását a bécsi operaházban.
Az 1890-es években egyre inkább visszavonult a zenei életből, és egyre ritkábban lépett fel.
Virtuóz zongoristaként több zeneszerzőt megihletett; Gabriel Pierné, Gabriel Fauré és Camille Saint-Saëns zeneműveket dedikáltak neki. 1880-ban Fauré neki ajánlotta a-moll barcaroláját (op. 26). 1886-ban az asszony második házasságának alkalmából írta Saint-Saëns a Wedding-Cake [Esküvői torta] című művét,  és 1912-ben, amikor az asszonynak megsérült a jobb keze, és nem tudott többé zongorázni, neki dedikálta az Etüdök bal kézre (op. 135) című darabját.

## Családja
Léon Montigny publicista felesége volt, akivel 1866-ban házasodtak össze, és aki 1871-ben, 34 éves korában elhunyt. Amikor özvegyen maradt, összeházasodott Auguste Wieczffinski de Serres (1841–1900) mérnökkel. Testvére, Léontine Rémaury festőművész volt, Louis Bauderon de Vermeron festő felesége.
Gyermekei Jean-Maurice-Charles Montigny, Sarthe megye prefektusa és Alice Montigny, írói álnevén Henry Ferrare, Émile Lafont szobrász felesége.

## Fordítás
- Ez a szócikk részben vagy egészben  a   Caroline Montigny-Rémaury című angol Wikipédia-szócikk ezen változatának fordításán alapul.  Az eredeti cikk szerkesztőit annak laptörténete sorolja fel. Ez a jelzés csupán a megfogalmazás eredetét és a szerzői jogokat jelzi, nem szolgál a cikkben szereplő információk forrásmegjelöléseként.